# كيم ديلاني
كيم ديلاني (بالإنجليزية: Kim Delaney)‏ مواليد 29 نوفمبر 1961 في فيلادلفيا، بنسيلفانيا، الولايات المتحدة، هي ممثلة أمريكية بدأت مسيرتها الفنية عام 1981. كما أنها من الفائزات بجائزة إيمي.

## روابط خارجية
- كيم ديلاني على موقع IMDb (الإنجليزية)
- كيم ديلاني على موقع ألو سيني (الفرنسية)
- كيم ديلاني على موقع أول موفي (الإنجليزية)
- كيم ديلاني على موقع قاعدة بيانات الأفلام السويدية (السويدية)
- كيم ديلاني على موقع إن إن دي بي (الإنجليزية)
- كيم ديلاني على موقع قاعدة بيانات الفيلم (الإنجليزية)
- كيم ديلاني على موقع كينوبويسك (الروسية)